# Didier Decoin
Pour les articles homonymes, voir Decoin.
Didier Decoin est un écrivain et scénariste français, né le 13 mars 1945 à Boulogne-Billancourt (Hauts-de-Seine).
Il est lauréat du prix Goncourt en 1977 pour John l'Enfer, et devient président de l'académie Goncourt le 20 janvier 2020.

## Biographie

### Origines
Didier Decoin est le fils du cinéaste Henri Decoin (1890-1969) et de Juliette Charpenay (1913-2004). Après des études secondaires au collège Sainte-Croix de Neuilly-sur-Seine, il commence sa carrière comme journaliste de presse écrite à France Soir.

### Carrière
Puis il collabore à plusieurs journaux comme Le Figaro, Les Nouvelles littéraires, participe à Europe 1 et à la création du magazine VSD. Également féru de navigation, il a longtemps été chroniqueur à la revue Neptune Moteur.
Parallèlement au journalisme, il entame une carrière de romancier. Il a vingt ans lorsqu'il publie son premier livre, Le Procès à l'amour. Celui-ci sera suivi d'une vingtaine de titres, dont John l'Enfer pour lequel, en 1977, il reçoit le prix Goncourt.
Il assure, à deux reprises, la présidence de la Société des gens de lettres de France et il est l'un des fondateurs de la Société civile des auteurs multimédia (SCAM).
Pour sauvegarder sa liberté d'écrivain[Selon qui ?], Didier Decoin se dote d'un second métier garant de son indépendance, celui de scénariste.
Au cinéma, il travaille pour des réalisateurs tels que Marcel Carné, Robert Enrico, Henri Verneuil, et Maroun Bagdadi avec qui il recevra, pour le film Hors la vie, le prix spécial du jury au festival de Cannes.
Mais c'est à la télévision que Didier Decoin consacre l'essentiel de ses activités. Auteur de très nombreux scripts originaux et d'adaptations, et après avoir dirigé pendant trois ans et demi la fiction de France 2, il reçoit en 1999 le 7 d'or du meilleur scénario pour Le Comte de Monte-Cristo (mini-série télévisée diffusée en 1998).
En 1995, il est élu à l'académie Goncourt, au couvert de Jean Cayrol, appelé à l'honorariat. Il en est secrétaire général en 1995 et président à partir du 20 janvier 2020.
En 2007, il est élu président de l'association Les Écrivains de marine.
En 2007, il est élu à l'Académie de marine dans la section « Histoire, lettres et arts ».
En 2012, il est élu à l'unanimité président du Festival international de programmes audiovisuels documentaires de Biarritz (FIPA).

### Vie privée
Didier Decoin vit en Normandie. Il est marié et est père de trois enfants. Son fils Julien Decoin est aussi écrivain.

## Décorations[4]
- Chevalier de la Légion d'honneur (2005)
- Officier de l'ordre national du Mérite (2004)
- Commandeur de l'ordre des Arts et des Lettres (1995)[5]
- Officier de l'ordre du Mérite maritime (2022)

## Œuvres

### Romans
- Le Procès à l'amour (Seuil, 1966) — bourse Cino Del Duca
- La Mise au monde (Seuil, 1967)
- Laurence (Seuil, 1969) — prix Max-Barthou de l’Académie française en 1970
- Il suffit d'un nuage (Filipacchi-Odege, 1970), collection Mlle age tendre
- Un amour à l'américaine (Filipacchi-Odege, 1970), collection Mlle age tendre
- Elisabeth ou Dieu seul le sait (Seuil, 1970) — prix des quatre jurys et prix Claire-Virenque de l’Académie française en 1971
- Abraham de Brooklyn (Seuil, 1971) — prix des Libraires 1971
- Anne et la punition (Filipacchi, 1972), collection Mlle age tendre-salut les copains
- Ceux qui vont s'aimer (Seuil, 1973)
- D'Amour et de flammes (Hachette, 1973), collection Ariane
- Un policeman (Seuil, 1975)
- La Dernière Troïka (Ariane, 1976)
- John l'Enfer (Seuil, 1977) — prix Goncourt 1977
- La Dernière Nuit (Balland, 1978)
- L'Enfant de la mer de Chine (Seuil, 1981 )
- Les Trois Vies de Babe Ozouf (Seuil, 1983)
- Autopsie d'une étoile (Seuil, 1987)
- Meurtre à l'anglaise (Mercure de France, 1988)
- La Femme de chambre du Titanic (Seuil, 1991)
- Lewis et Alice (Laffont, 1992)
- Docile (Seuil, 1994)
- La Promeneuse d'oiseaux (Seuil, 1996)
- La Route de l'aéroport (Fayard, 1997)
- Louise (Seuil, 1998)
- Madame Seyerling (Seuil, 2002)
- Avec vue sur la mer (Nil Editions, 2005) — prix du Cotentin 2005 et prix Livre et Mer Henri-Queffélec 2006
- Est-ce ainsi que les femmes meurent (Grasset, 2009)
- Une Anglaise à bicyclette (Stock, 2011)
- La Pendue de Londres (Grasset, 2013)
- Le Bureau des jardins et des étangs (Stock, 2017)

### Essais et récits
- Il fait Dieu (Julliard 1975, réédité Fayard 1997)
- La Nuit de l'été (Balland, 1979), d'après le film de J.C. Brialy
- La Bible racontée aux enfants (Calmann-Levy)
- Il était une joie... Andersen (Ramsay, 1982)
- Béatrice en enfer (Lieu Commun, 1984 )
- L'Enfant de Nazareth (Nouvelle Cité, 1989), avec Marie-Hélène About
- Elisabeth Catez ou l'Obsession de Dieu (Balland, 1991) — prix de littérature religieuse 1992
- Jésus, le Dieu qui riait (Stock, 1999)
- Henri ou Henry : le roman de mon père, récit (Stock, 2006)
- Dictionnaire amoureux de la Bible (Plon, 2009), illustrations de Audrey Malfione
- Je vois des jardins partout (JC Lattès, 2012)
- Dictionnaire amoureux des faits divers (Plon, 2014)

### Théâtre
- Une chambre pour enfant sage, mise en scène Pierre Vielhescaze, théâtre Tristan-Bernard, 1980

### Jeunesse
Série Le Clan du Chien bleu
1. La Ville aux ours (Hachette, 1983)
2. Le Lac de la louve (Hachette, 1983)
3. Pour dix petits pandas (Hachette, 1983)
4. Les Éléphants de Rabindra (Hachette, 1984)
5. Le Rendez-vous du monstre (Hachette, 1984)

### Albums
- La Hague (Isoète, 1991), photographies de Natacha Hochman
- Cherbourg (Isoète, 1992), photographies de Natacha Hochman
- Presqu'île de lumière (Isoète, 1996), photographies de Patrick Courault
- Sentinelles de lumière (Desclée de Brouwer, 1997), photographies de Jean-Marc Coudour

### Bande dessinée
- Le Sang des Valois, tome 1 (Glénat, 2021), avec Jérôme Clément et Marc Jailloux

## Filmographie

### Réalisateur
- 1981 : La Dernière Nuit (téléfilm) avec Annie Girardot (Marie Stuart), Jean Topart (colonel de Kent), Véronique Leblanc (Helen), Micheline Luccioni (la dame de compagnie), Richard Berry (comte de Bothwell), Jacques Monod (Shrewsbury), Catherine Rethi (Elisabeth Ire), Lambert Wilson (l'aide-bourreau)
- 1982 : Cinéma 16, épisode L'amour s'invente (série télévisée)

### Producteur
- 1993 : Morasseix de Damien Odoul (téléfilm)
- 1996 : Le Crabe sur la banquette arrière de Jean-Pierre Vergne (téléflim)

### Scénariste

#### Cinéma
- 1974 : La Merveilleuse Visite de Marcel Carné
- 1977 : La Bible de Marcel Carné
- 1979 : I… comme Icare de Henri Verneuil
- 1983 : L'Indic de Serge Leroy
- 1983 : Un bon petit diable de Jean-Claude Brialy
- 1985 : Carné, l'homme à la caméra de Christian-Jaque
- 1987 : De guerre lasse de Robert Enrico
- 1987 : L'Homme voilé de Maroun Bagdadi
- 1988 : Memories of You (Rabu sutori o kimini) de Shin'ichirô Sawai
- 1990 : Dancing Machine de Giles Béhat
- 1991 : Hors la vie de Maroun Bagdadi
- 1994 : Des feux mal éteints de Serge Moati
- 1997 : La Femme de chambre du Titanic de Bigas Luna
- 1999 : Jakob le menteur (Jakob the Liar) de Peter Kassovitz
- 2000 : Le roi danse de Gérard Corbiau
- 2012 : 38 témoins de Lucas Belvaux

#### Télévision

##### Séries télévisées
- 1973 : Témoignages, épisode Un clown dans la nuit de René Avon
- 1979 : Caméra une première, épisode Ann Dollwood de Jean-François Delassus
- 1988 : Un château au soleil de Robert Mazoyer (mini-série télévisée)
- 1998 : Le Comte de Monte-Cristo de Josée Dayan (mini-série télévisée)
- 2000 : Les Misérables de Josée Dayan (mini-série télévisée)
- 2002 : Napoléon d'Yves Simoneau (mini-série télévisée)

##### Téléfilms
- 1979 : La Nuit de l'été de Jean-Claude Brialy
- 1981 : Cinq-Mars de Jean-Claude Brialy
- 1981 : La Dernière Nuit de lui-même
- 1981 : Les Fiançailles de feu de Pierre Bureau
- 1984 : Soldat Richter de Jean Pignol
- 1988 : Médecins des hommes (collection) : Liban, le pays du miel et de l'encens de Maroun Bagdadi
- 1997 : La Ville dont le prince est un enfant de Christophe Malavoy
- 1998 : Venise est une femme de Jean-Pierre Vergne
- 1999 : Balzac de Josée Dayan
- 2004 : Dans la tête du tueur de Claude-Michel Rome
- 2005 : Louise de Jacques Renard
- 2006 : Prince Rodolphe : l'héritier de Sissi (Kronprinz Rudolf) de Robert Dornhelm
- 2007 : La Promeneuse d'oiseaux de Jacques Otmezguine
- 2010 : Les Diamants de la victoire de Vincent Monnet
- 2011 : Le Roi, l'Écureuil et la Couleuvre de Laurent Heynemann
- 2012 : Mon frère Yves de Patrick Poivre d'Arvor
- 2015 : Pierre Brossolette ou les passagers de la lune de Coline Serreau
- 2016 : La Face de Marc Rivière
- 2022 : Diane de Poitiers de Josée Dayan

### Acteur
- 1981 : Les Fiançailles de feu de Pierre Bureau (téléfilm) : le brancardier
- 2012 : Mon frère Yves de Patrick Poivre d'Arvor (téléflim) : commandant en second

### Intervenant
- 1994 : Marcel Carné, ma vie à l'écran de Jean-Denis Bonan (documentaire télévisé) : lui-même
- 1997 : Ombre & lumière : Henri Decoin, cinéaste d'Hubert Niogret (documentaire télévisé) : lui-même

## Autres contributions
- Introduction à la peinture de Thibaut de Reimpré dans le livre de Philippe Piguet (2004) Reimpré, Préface de Didier Decoin (de l'Académie Goncourt), Textes en français et en anglais, Fragments Editions, 192 pp.,  (ISBN 2-912964-47-4).